# Convair Developments

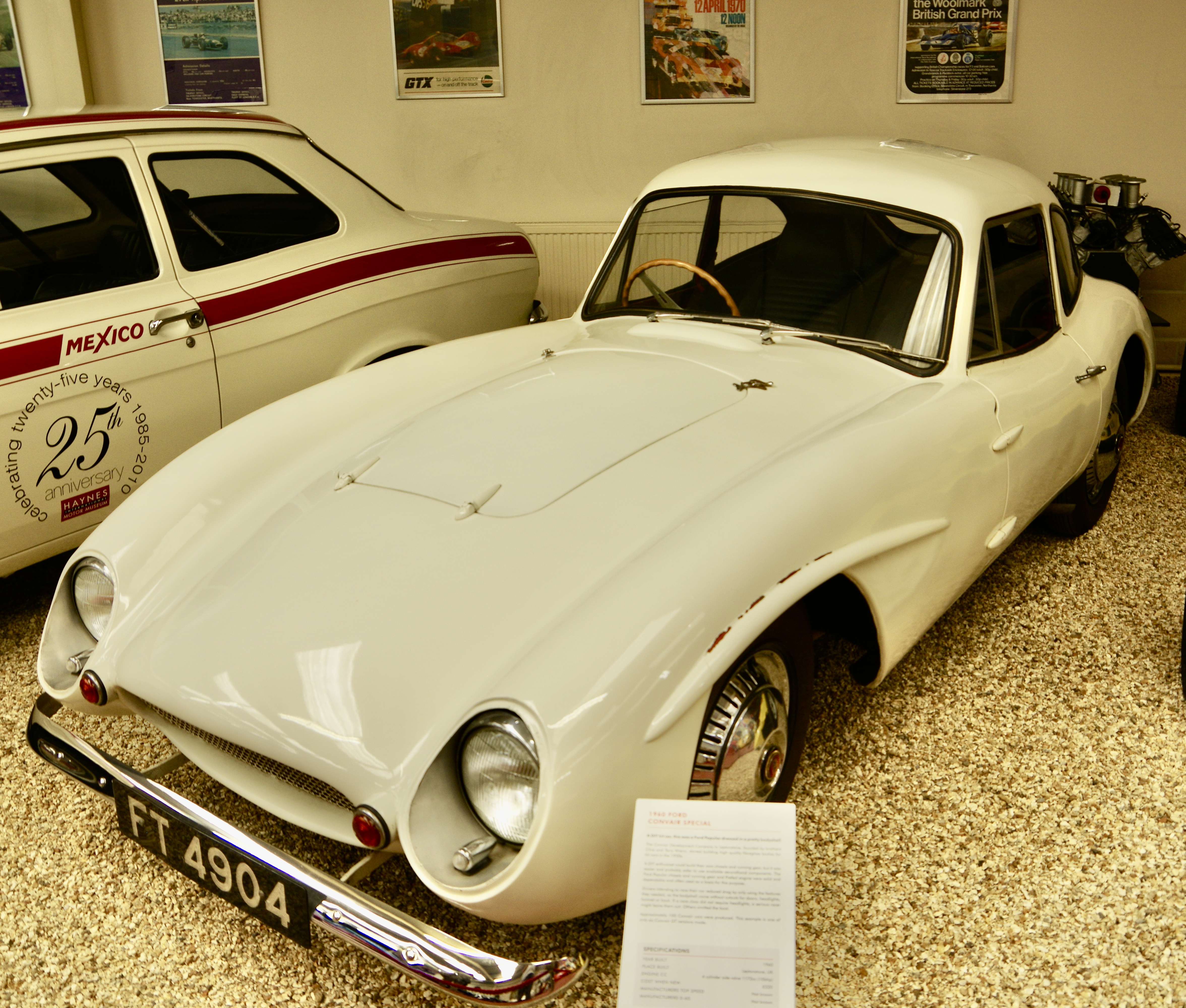
Convair von 1957

Convair Developments war ein britischer Hersteller von Automobilen.

## Unternehmensgeschichte
Das Unternehmen Convair Developments begann 1957 in Leytonstone mit der Produktion von Automobilen.
1959 wurde die Produktion eingestellt.

## Fahrzeuge
Angeboten wurden ausschließlich Kit Cars. Die Karosserien bestanden aus Glasfaser und konnten auf Fahrgestelle von British Motor Corporation und Ford montiert werden.
Ein Fahrzeug dieser Marke, ein Kombicoupé auf Ford-Basis, ist im Haynes International Motor Museum in Sparkford in Somerset zu besichtigen.